# Boddington (Gloucestershire)
Pour les articles homonymes, voir Boddington.
Boddington est un village du Gloucestershire, en Angleterre.